# Uskovnica
Uskovnica je bohinjska planina na Pokljuki. Spada pod Srednjo vas v Bohinju. Večina planinskih stanov je spremenjena v počitniške hiše.

## Ime
Ime je leta 1489 zapisano kot Luskowincza in Vluskolnitzi, v nemškem tisku na Slovenskem prvič 1866 kot Uskovnica, v slovenščini pa v pripovedi Janeza Mencingerja Moja hoja na Triglav leta 1897, in sicer kot Luskovnica, Uzkolnica in po izgovoru domačinov Vúskovnica. Alojz Rihteršič je v Planinskem vestniku 1906 ime pisal kot Leskovnica. Njegovo etimologijo je v istem časopisu 1910 potrdil Luka Pintar in zavrnil Kogovškovo izvajanje imena iz glagola osekati (tudi v PV). Danes velja, da je ime nastalo verjetno iz pozabljenega rastlinskega imena luska (Dušan Čop: Imenoslovje zgornjesavskih dolin, Marko Snoj: Etimološki slovar slovenskih zemljepisnih imen).

## Zgodovina
Uskovnica je bila poznana turistom v 19. stoletju kot točka pri vzponu na Triglav Alba Hintner jo je imenovala »oaza miru«. Kot literarno dogajališče se pojavlja pri Mencingerju, v alpinističnem romanu Ivana Bučerja Čez steno (1933), v Jalnovi povesti Cvetkova Cilka (1938), v romanu Jožeta Razorja Nazaj več ne gremo (1941) in v povestih Nade Matičič (Mojih pet bičev, Hoja za očetom, Balada o boru), ki je v svoji koči na Uskovnici preživljala počitnice. Pred drugo svetovno vojno so imeli Hrvatovi iz Srednje vasi na Uskovnici hotel z osmimi sobami, ki so ga leta 1944 Nemci požgali, vojna je prekinila tudi gradnjo okrevališča za tuberkulozne bolnike.
Med drugo svetovno vojno so se na Uskovnici zadrževali partizani Jeseniško-bohinjskega odreda. 11. novembra 1944 jih je napadlo 500 pripadnikov nemške policije in vojske in partizani so se po krajšem streljanju umaknili. Nemci so požgali 150 stavb na Uskovnici in na planini Praprotnici, pomotoma ustrelili ter vrgli v ogenj domačina Janeza Oblaka (z vzdevkom Konzul), ki je stalno živel na planini in je bil sicer v službi vremenskega opazovalca za nemško letalstvo, in odgnali s sabo 40 glav živine, ki je bila po partizanskem ukazu ostala na planini. Janezu Oblaku in še trem žrtvam je posvečen spomenik v bližini nekdanje sirarne na Uskovnici. Po vojni so bili stanovi in staje zgrajeni na novo, precej so jih pokupili meščani za svoje počitniške potrebe. Tu so počitnikovali zdravnik in politik Anton Brecelj (na Pšincu), njegova sinova ortoped Bogdan in pravnik Marijan, potomci alpinistov Eda Deržaja in Mire Marko Debelak, kanuist Dušan Tuma, slavistka Marija Žagar, novinar Jože Hudeček, igralka Milena Grm, popotnik Tomo Križnar.

## Turizem
Planina je izhodišče za ture na: Veliki Draški vrh (2243 m) čez Studorski preval, 3h 30', in Viševnik (2050 m) čez Srenjski preval, 3h. Prehodi do drugih postojank: Blejska koča na Lipanci (1630 m) čez Srenjski preval in po pobočjih Debelega in Lipanskega vrha, 4h; Vodnikov dom na Velem polju (1817 m) čez planini Trstje in Tosc 3h ali čez Studorski preval 3h30; Planinska koča na Vojah (690 m), 1h 30; hotel Šport na Goreljku (1250 m) čez Rudno polje, 2h 30.
Planina je lahko tudi vmesna točka za gorsko kolesarjenje (npr. Pokljuka-Srednja vas ali Pokljuka-Zajamniki).

### Koča na Uskovnici
Kočo na nadmorski višini 1154 m je zgradilo Planinsko društvo Bohinj-Srednja vas in jo odprlo 10. julija 1955. Leta 1965 so kočo obnovili in povečali. Leta 1981 so jo v spomin na borce Jeseniško-Bohinjskega odreda, ki so se bojevali tudi na tem območju, poimenovali po tem odredu, leta 1994 pa so ji vrnili splošno ime. Koča je nudila 2 gostinska prostora s 100 sedeži, 46 postelj v 16 sobah; poleg tega pa je bil na voljo še ločen prostor za zaključene družbe v bližnji sirarni, kjer je bilo na voljo dodatnih 28 ležišč. Lokacija koče: 46°19′13.91″N 13°54′33.98″E / 46.3205306°N 13.9094389°E
Staro kočo, ki je ni bilo več mogoče racionalno vzdrževati in sanirati, je planinsko društvo Bohinj-Srednja vas septembra 2021 podrlo. 18. junija 2022 bo na Uskovnici otvoritev prenovljene planinske koče. Nova planinska koča ima certifikat koče, prijazne do družin, prizadevajo pa si tudi, da bi pridobila tudi certifikat koče, prijazne do okolja. Ima čistilno napravo, koča je energetsko kar najbolj varna, stene imajo do 35 cm debelo izolacijo, ima tudi talno ogrevanje. Koča bo tako kot do zdaj odprta vse leto, z izjemo novembra.

### Kapelica Marije Kraljice Miru
24. avgusta 2003 je škof Alojz Uran posvetil novo kapelo Marije Kraljice miru. Prvotna kapela je bila zgrajena leta 1939, blagoslovljena leta 1940 in leta 1952 požgana. Domačini so v letih 2002/03 postavili novo. Kapelica stoji na razgledni točki blizu križišča poti, od koder se lahko nato odpravimo na Rudno polje, do koče na Uskovnici, na Planino Zajamniki ... (lokacija kapelice: 46°19′24.96″N 13°54′28.04″E / 46.3236000°N 13.9077889°E)
Na visoki planoti, ki jo Srenjani zovejo „Vúskovnica“ (kar se morebiti sme pisati „Luskovnica“) je v majhnih presledkih raztreseno dokaj lesenih stanov z ogradi za živino, lesenih in zidanih hišic s pravilnimi okni, z vežo in pečjo in s hlevi, prizidanimi za živino. Nekaj tednov v letu se tukaj bavijo prebivalci Srednje vasi z obdelovanjem njiv in s košnjo. Tedaj imajo tudi svoje krave v planini, in marsikdo vzame s seboj vso svojo obitelj. Takovo planinsko življenje je za deco iz doline prav tako radovanje kakor deci iz mesta življenje na kmetih. — Janez Mencinger: Moja hoja na Triglav, 1897
Iz Srednje vasi popelje zložna pot turista po lepem senčnatem gozdu na pet četrti ure oddaljeno planino Leskovnico (Uskovnico), prvo postajo za posestnike na Konjščici. Planinske koče, katerih je do 30, leže lepo raztresene po veliki Leskovniški planoti, ki meji na levi strani na strme prepade ob strugi potoka Ribnice. Raz to planino se ti nudi lep razgled na Julske Alpe in na planine pod njimi, vdelane v lepih zelenih senožetih. Po kratkem odpočitku ti je, predno dospeš do Konjščice, hoditi še pičlo uro. — Alojz Rihteršič: Planina Konjšica v Bohinjhu, Planinski vestnik 1906 (12/7)

## Dostopi
Dostop z avtom iz Srednje vasi (na koncu delno kolovoz) in z Rudnega Polja (peš ali z avtom, zadnji del spet kolovoz).